# Jamesonia chiapensis
Jamesonia chiapensis là một loài dương xỉ trong họ Pteridaceae. Loài này được Maxon Christenh. mô tả khoa học đầu tiên năm 2011.